# Mário de Sá-Carneiro
Mário de Sá-Carneiro (São Julião, Lisboa, 19 de maio de 1890 – Paris, 26 de abril de 1916) foi um poeta, contista e ficcionista português, um dos grandes expoentes do modernismo em Portugal e um dos mais reputados membros da Geração d'Orpheu.

## Biografia

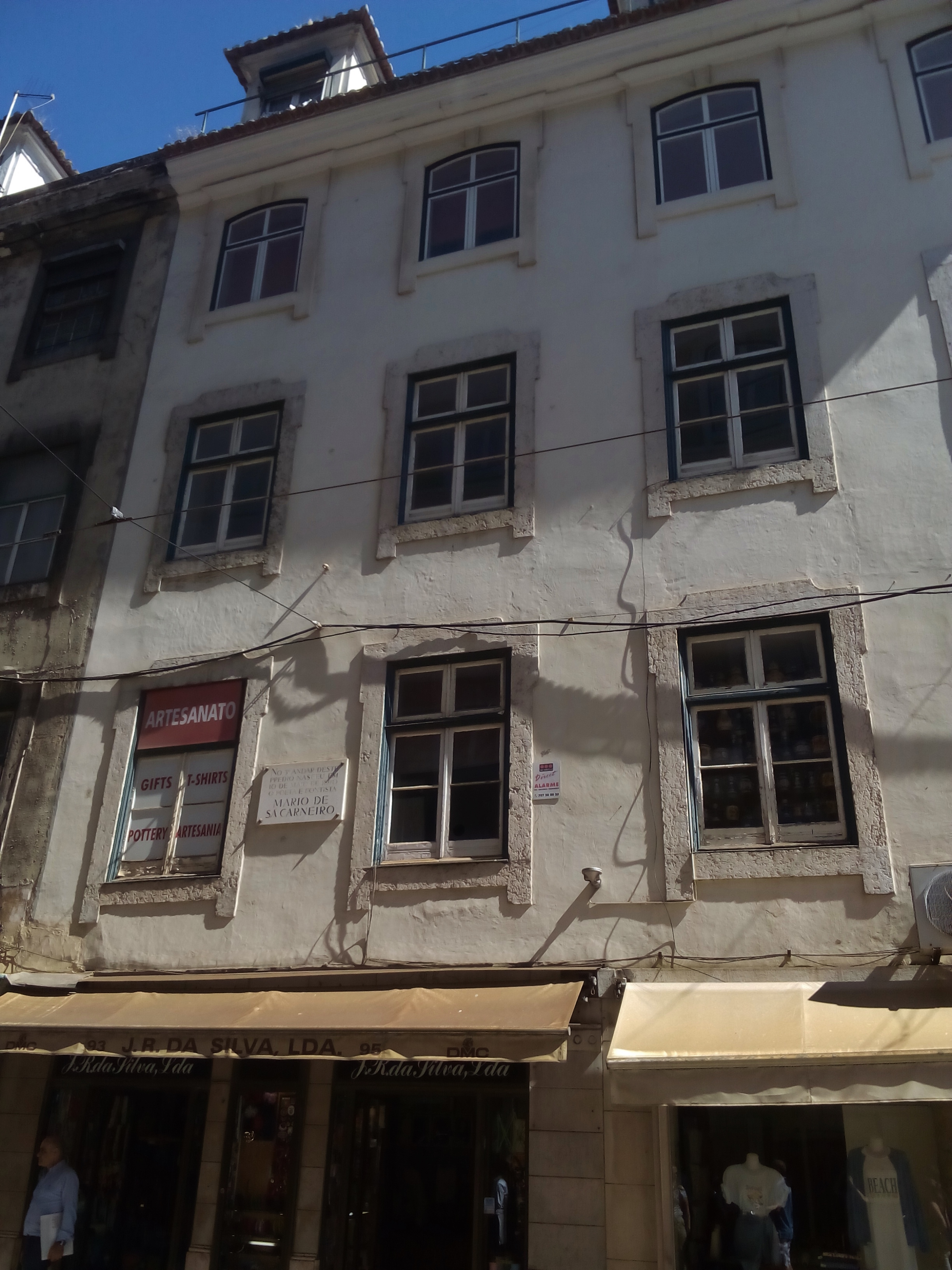
Edifício na Rua da Conceição, na Baixa Pombalina, onde nasceu Mário de Sá-Carneiro em 1890

Nasceu a 19 de maio de 1890, na Rua da Conceição, 92, 3.º andar, na Baixa de Lisboa — então na freguesia de São Julião, mais tarde anexada à freguesia de São Nicolau — no seio de uma abastada família, sendo filho e neto de militares. O seu pai era Carlos Augusto de Sá-Carneiro,  e a sua mãe Águeda Maria de Sousa Peres Marinello, ambos naturais de Lisboa. Órfão de mãe com apenas dois anos (1892), ficou entregue ao cuidado dos avós, indo viver para a Quinta da Vitória, na freguesia de Camarate, às portas de Lisboa, aí passando grande parte da infância.
Começa a escrever poesia aos 12 anos, sendo que aos 15 já traduzia Victor Hugo, e com 16 Goethe e Schiller. No liceu teve ainda algumas experiências episódicas como ator.
Em 1911, com 21 anos, vai para Coimbra, onde se matricula na Faculdade de Direito, mas não conclui sequer o primeiro ano.
Desiludido com a "cidade dos estudantes", segue para Paris a fim de prosseguir os estudos superiores, com o auxílio financeiro do pai. Cedo, porém, deixou de frequentar as aulas na Sorbonne, dedicando-se a uma vida boémia, deambulando pelos cafés e salas de espectáculo, chegando a passar fome e debatendo-se com os seus desesperos, situação que culminou na ligação emocional a uma prostituta, a fim de combater as suas frustrações e desesperos.
Sá-Carneiro conhecera em 1912 aquele que foi, sem dúvida, o seu melhor amigo: Fernando Pessoa. Já na capital francesa viria a conhecer Santa-Rita Pintor). Inadaptado socialmente e psicologicamente instável, foi neste ambiente que compôs grande parte da sua obra poética e a correspondência com o seu confidente Fernando Pessoa; é, pois, entre 1912 e 1916 (o ano da sua morte) que se inscreve a sua fugaz — e no entanto assaz profícua — carreira literária.
Entre 1913 e 1914 Mário de Sá-Carneiro viaja para Lisboa com uma certa regularidade, regressando à capital, devido à deflagração do conflito entre a Sérvia e a Áustria-Hungria, o qual a breve trecho se tornou uma conflagração à escala europeia — a Primeira Guerra Mundial.
Com Fernando Pessoa e ainda Almada Negreiros integrou o primeiro grupo modernista português (o qual, influenciado pelo cosmopolitismo e pelas vanguardas culturais europeias, pretendia escandalizar a sociedade burguesa e urbana da época), sendo responsável pela edição da revista literária Orpheu, editada por António Ferro (e que por isso mesmo ficou sendo conhecido como a Geração d'Orpheu ou Grupo d'Orpheu), um verdadeiro escândalo literário à época, motivo pelo qual apenas saíram dois números (Março e Junho de 1915; o terceiro, embora impresso, não foi publicado, tendo os seus autores sido alvo da chacota social) — ainda que hoje seja, reconhecidamente, um dos marcos da história da literatura portuguesa, responsável pela agitação do meio cultural português, bem como pela introdução do Modernismo em Portugal.
Também teve colaboração em diversas publicações periódicas, nomeadamente no semanário Azulejos (1907–1909); na II série da revista Alma nova (1915–1918) e na revista Contemporânea (1915–1926), e pode ainda encontrar-se colaboração da sua autoria, publicada postumamente, na revista Pirâmide (1959–1960) e Sudoeste (1935).
Em Julho de 1915 regressa a Paris, escrevendo a Pessoa cartas de uma crescente angústia, das quais ressalta não apenas a imagem lancinante de um homem perdido no "labirinto de si próprio", mas também a evolução e maturidade do processo de escrita de Sá-Carneiro.
Uma vez que a vida que trazia não lhe agradava, e aquela que idealizava tardava em se concretizar, Sá-Carneiro entrou numa cada vez maior angústia, que viria a conduzi-lo ao seu suicídio prematuro, perpetrado no Hôtel de Nice, no bairro de Montmartre em Paris, com o recurso a cinco frascos de arseniato de estricnina. Embora tivesse adiado por alguns dias o dramático desfecho da sua vida, numa "carta de despedida" para Fernando Pessoa, Mário de Sá-Carneiro revela as suas razões para se suicidar:
Paris - 31 Março 1916
Meu Querido Amigo.
A menos de um milagre na próxima segunda-feira, 3 (ou mesmo na véspera), o seu Mário de Sá-Carneiro tomará uma forte dose de estricnina e desaparecerá deste mundo. É assim tal e qual — mas custa-me tanto a escrever esta carta pelo ridículo que sempre encontrei nas "cartas de despedida"... Não vale a pena lastimar-me, meu querido Fernando: afinal tenho o que quero: o que tanto sempre quis — e eu, em verdade, já não fazia nada por aqui... Já dera o que tinha a dar. Eu não me mato por coisa nenhuma: eu mato-me porque me coloquei pelas circunstâncias — ou melhor: fui colocado por elas, numa áurea temeridade — numa situação para a qual, a meus olhos, não há outra saída. Antes assim. É a única maneira de fazer o que devo fazer. Vivo há quinze dias uma vida como sempre sonhei: tive tudo durante eles: realizada a parte sexual, enfim, da minha obra — vivido o histerismo do seu ópio, as luas zebradas, os mosqueiros roxos da sua Ilusão. Podia ser feliz mais tempo, tudo me corre, psicologicamente, às mil maravilhas: mas não tenho dinheiro. [...]
Mário de Sá-Carneiro,
carta para Fernando Pessoa.

 
Contava apenas vinte e cinco anos. Extravagante tanto na morte como em vida (de que o poema Fim é um dos mais belos exemplos), convidou para presenciar a sua agonia o seu amigo José de Araújo. E apesar de o grupo modernista português ter perdido um dos seus mais significativos colaboradores, nem por isso o entusiasmo dos restantes membros esmoreceu — no segundo número da revista Athena, Pessoa dedicou-lhe um belo texto, apelidando-o de "génio não só da arte como da inovação dela", e dizendo dele, retomando um aforismo das Báquides (IV, 7, 18), de Plauto, que "Morre jovem o que os Deuses amam" (tradução literal de Quem di diligunt adulescens moritur).
Génio na arte, não teve Sá-Carneiro nem alegria nem felicidade nesta vida. Só a arte, que fez ou que sentiu, por instantes o turbou de consolação. São assim os que os Deuses fadaram seus. Nem o amor os quer, nem a esperança os busca, nem a glória os acolhe. Ou morrem jovens, ou a si mesmos sobrevivem, íncolas da incompreensão ou da indiferença. Este morreu jovem, porque os Deuses lhe tiveram muito amor.
Mas para Sá-Carneiro, génio não só da arte mas da inovação nela, juntou-se, à indiferença que circunda os génios, o escárnio que persegue os inovadores, profetas, como Cassandra, de verdades que todos têm por mentira. In qua scribebat, barbara terrafuit. Mas, se a terra fora outra, não variara o destino. Hoje, mais que em outro tempo, qualquer privilégio é um castigo. Hoje, mais que nunca, se sofre a própria grandeza. As plebes de todas as classes cobrem, como uma maré morta, as ruínas do que foi grande e os alicerces desertos do que poderia sê-lo. O circo, mais que em Roma que morria, é hoje a vida de todos; porém alargou os seus muros até os confins da terra. A glória é dos gladiadores e dos mimos. Decide supremo qualquer soldado bárbaro, que a guarda impôs imperador. Nada nasce de grande que não nasça maldito, nem cresce de nobre que se não definhe, crescendo. Se assim é, assim seja! Os Deuses o quiseram assim. 

Fernando Pessoa
Athena n.º 2, Lisboa, Novembro, 1924.

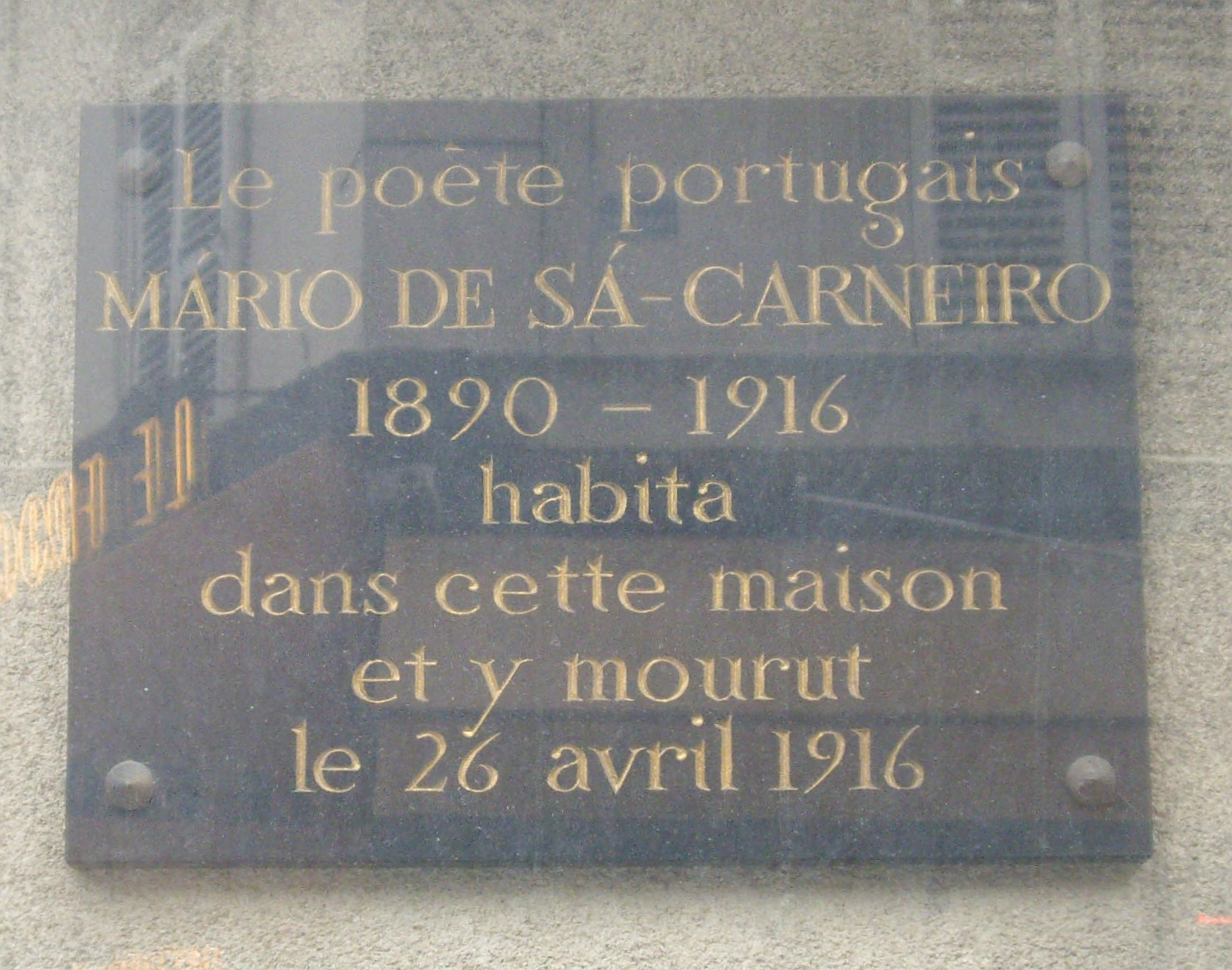
Placa que assinala o edifício onde Mário de Sá-Carneiro se suicidou, em 26 de abril de 1916
(Rua Victor-Massé 29, Paris)

Verdadeiro insatisfeito e inconformista (nunca se conseguiu entender com a maior parte dos que o rodeavam, nem tão pouco ajustar-se à vida prática, devido às suas dificuldades emocionais), mas também incompreendido (pelo modo com os contemporâneos olhavam o seu jeito poético), profetizou acertadamente que no futuro se faria jus à sua obra, no que não falhou.
Com efeito, reconhecido no seu tempo apenas por uma fina élite, à medida que a sua obra e correspondência foi publicada, ao longo dos anos, tornou-se acessível ao grande público, sendo atualmente considerado um dos maiores expoentes da literatura moderna em língua portuguesa.
A terra que o acolheu na infância — Camarate —, e a quem ele dedicou também algumas das suas poesias, homenageou-o, conferindo o seu nome a uma escola local. O seu poema Fim foi musicado por um grupo português no final dos anos 1980, os Trovante. Mais tarde, o seu poema O Outro foi também musicado pela cantora brasileira Adriana Calcanhotto.
As suas influências literárias são de Edgar Allan Poe, Oscar Wilde, Charles Baudelaire, Stéphane Mallarmé, Fiódor Dostoievski, Cesário Verde e António Nobre. Este escritor influenciou vários outros, entre eles Eugénio de Andrade.
Em 1949 a Câmara Municipal de Lisboa homenageou o escritor dando o seu nome a uma rua junto à Avenida da Igreja, em Alvalade.

## Carreira

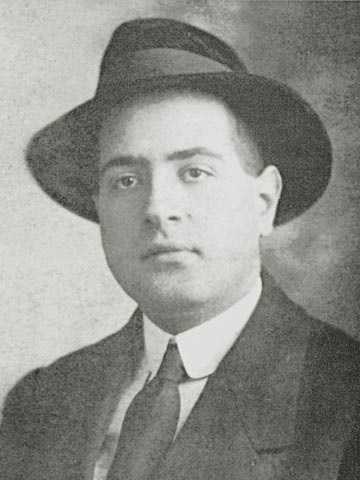
Mário de Sá-Carneiro

Na fase inicial da sua obra, Mário de Sá-Carneiro revela influências de várias correntes literárias, como o decadentismo, o simbolismo, ou o saudosismo, então em franco declínio; posteriormente, por influência de Pessoa, viria a aderir a correntes de vanguarda, como o interseccionismo, o paulismo ou o futurismo.
Nessas pôde exprimir com vontade a sua personalidade, sendo notórios a confusão dos sentidos, o delírio, quase a raiar a alucinação; ao mesmo tempo, revela um certo narcisismo e egolatria, ao procurar exprimir o seu inconsciente e a dispersão que sentia do seu "eu" no mundo — revelando a mais profunda incapacidade de se assumir como adulto consistente.
O narcisismo, motivado certamente pelas carências emocionais (era órfão de mãe desde a mais terna puerícia), levou-o ao sentimento da solidão, do abandono e da frustração, traduzível numa poesia onde surge o retrato de um inútil e inapto. A crise de personalidade levá-lo-ia, mais tarde, a abraçar uma poesia onde se nota o frenesi de experiências sensórias, pervertendo e subvertendo a ordem lógica das coisas, demonstrando a sua incapacidade de viver aquilo que sonhava — sonhando por isso cada vez mais com a aniquilação do eu, o que acabaria por o conduzir, em última análise, ao seu suicídio. Estudos recentes evocam a influencia de Oscar Wilde na obra do autor dias antes do seu suicídio. Acredita-se que, atormentado pela leitura de De Profundis, Mário de Sá-Carneiro teria visto o ponto final de sua vida e sua carreira.
Embora não se afaste da metrificação tradicional (redondilhas, decassílabos, alexandrinos), torna-se singular a sua escrita pelos seus ataques à gramática, e pelos jogos de palavras. Se numa primeira fase se nota ainda esse estilo clássico, numa segunda, claramente niilista, a sua poesia fica impregnada de uma humanidade autêntica, triste e trágica.
Por fim, as cartas que trocou com Pessoa, entre 1912 e o seu suicídio, são como que um autêntico diário onde se nota paralelamente o crescimento das suas frustrações interiores.

## Obras

### Amizade(1912)
Publicada em 1912, Amizade é a primeira peça que escreve. Mário de Sá-Carneiro divide a autoria desta obra com Tomás Cabreira Júnior, seu colega do Liceu Camões em Lisboa. O fato de hoje podermos ler esta peça deve-se a um acaso. Dos dois colegas e autores da peça Amizade, Tomás Cabreira Júnior era o único dos dois que tinha os manuscritos. Por qualquer motivo era Sá-Carneiro quem os tinha consigo aquando do suicídio de Tomás Cabreira Júnior, que antes de cometer tal ato destruiu toda a sua obra.

### Princípio(1912)
No ano de 1912, o autor dá à estampa um conjunto de novelas que reúne sob o título Princípio.

### A Confissão de Lúcio(1914)
Inaugurando um estilo até então em si desconhecido, o romance, Mário de Sá-Carneiro publica, em 1914, A Confissão de Lúcio. A temática desta obra gira em torno do fantástico e é um óptimo espelho da época de vanguarda que foi o modernismo português.

### Dispersão(1914)
O ano de 1913 veio a revelar-se de uma pujança criativa inigualável. Não só variou dentro da prosa, como apresenta ao público a sua primeira obra de poesia: Dispersão. Esta obra é composta por doze poemas e a sua primeira edição foi revista quer pelo autor quer pelo seu grande amigo, e também poeta, Fernando Pessoa.

### Céu em Fogo(1915)
Em 1915, volta a reunir novelas, mais precisamente oito, num volume a que dá o título de Céu em Fogo. Estas novelas revelam igualmente as mesmas perturbações e obsessões que já a sua poesia expressava.

## Obras póstumas
Nem tudo aquilo que Sá-Carneiro produziu em vida veio a ser publicado, ainda que muitas coisas, além dos seus livros, tenha deixado espalhadas pelas publicações em que participou, como as revistas Orpheu ou Portugal Futurista.

### Indícios de Oiro(1937)
Do qual Mário de Sá-Carneiro não chegou a publicar em vida Indícios de Oiro, publicada em 1937 pelas Edições Presença, é o conjunto de trabalhos seus mais significativo do conjunto da sua obra.

### Correspondência
A sua correspondência com outros membros do Orpheu foi também reunida em volumes póstumos: Cartas a Fernando Pessoa (2 vols., 1958–1959), Cartas de Mário de Sá-Carneiro a Luís de Montalvor, Cândia Ramos, Alfredo Guisado e José Pacheco (1977), Correspondência Inédita de Mário de Sá-Carneiro a Fernando Pessoa (1980).

### Obra poética. Poesia completa, incluindo os primeiros poemas e poemas dispersos
Edição e organização por António Quadros. Sintra: Publicações Europa-América, 1985.

### Antologia poética
Edição literária de António Gonçalves. Ilustrações de Tiago Manuel. Matosinhos: Kalandraka, 2012, coleção Treze Lunas.

### Correspondência com Fernando Pessoa
Edição e notas por Teresa Sobral Cunha. Lisboa: Relógio de Água, 2003, 2 vol.

### Traduções
De Sá-Carneiro existe ainda uma tradução da peça Les Fossiles, de François de Curel, em parceria com António Ponce de Leão.

## Em outras línguas
- "Poemes". En Poesia gallega, portuguesa i brasilera moderna. Traducció de Josep Maria Llompart. Barcelona: Edicions 62-La Caixa, 1988, pàgs. 53–57.
- Lúcio's Confession. Translated from the Portuguese by Margaret Jull Costa and with a forword by Eugénio Lisboa. Sawtry, Cambridgeshire, UK: Lightpoint Press, 1993, col. Decadence from Dedalus, 121 p. ISBN: 1873982801.
- Prémices. Dominique Touati (tr.). Paris: La Différence, 1994.
- Ciel en feu. Dominique Touati (tr.). Paris: La Différence, 1987; 2e éd. 1990.
- La Confession de Lúcio. Dominique Touati (tr.). Paris: La Différence, 2000.
- Quasi e altre poesie. Traduzione e cura di Alessandro Ghignoli. Pistoia: Via del Vento, 2003.
- Poésies completes. Traduit par Dominique Touati et Michel Chandeigne; préfacé par Teresa Rita Lopes, avec un texte de Fernando Pessoa et les dernières lettres à lui adressées par Mário de Sá-Carneiro. Paris: La Différence, 2007, col. Minos.
- Lettres à Fernando Pessoa. Traduction de Jorge Sedas Nunes et Dominique Bussillet, Falaise: Impeccables, 2015.
- Poesía completa. Traducción y prólogo de Manuel Vicente Rodríguez. Valencina de la Concepción: Renacimiento, 2016, col. Traducciones 25.
- Великая тень / A Grande Sombra. Sel. de textos A. Chernov; int. pref. e notas M. M. Maznyak; trad.  M. Kazarovich, M. Maznyak, A. Khusnutdinova, A. Chernov. Moscovo: Rudomino, 2016, col. Biblioteca Lusitana, 448 p. ISBN 978-5-00087-112-6.
- Poesia completa. Cartes a Fernando Pessoa. Traducció i introducció de Vicent Berenguer. Gandia: Lletra Impresa, 2017, col. Rara Avis 4.